# دييغو باريتو
دييغو دانييل باريتو كاسيريس (بالإسبانية: Diego Daniel Barreto Cáceres) (مواليد 16 يوليو 1981 في لامباري) لاعب كرة قدم باراغواياني يلعب حاليا لصالح نادي سيرو بورتينو الباراغواياني .

## روابط خارجية
- دييغو باريتو على موقع الاتحاد الدولي (مؤرشف)  (الإنجليزية)
- دييغو باريتو على موقع قاعدة بيانات كرة القدم.إي يو (الإنجليزية)
- دييغو باريتو على موقع ناشيونال فوتبول تيمز (الإنجليزية)
- دييغو باريتو على موقع Soccerway.com (الإنجليزية)
- دييغو باريتو على موقع عالم كرة القدم.نت (الإنجليزية)
- دييغو باريتو على موقع كووورة
- دييغو باريتو على موقع أوليمبيديا (الإنجليزية)
- دييغو باريتو على موقع AS.com (الإسبانية)